# District de Hoang Mai

Le district de Hoang Mai (vietnamien : Hoàng Mai) est un district urbain (Quận) de Hanoï dans la région du Delta du Fleuve Rouge au Viêt Nam.